# Zinaïda Aksentieva
Zinaïda Nikolaïevna Aksentieva (en russe : Зинаида Николаевна Аксентьева), née le 25 juillet 1900 à Odessa, morte le 8 avril 1969 à Poltava est une astronome et géophysicienne soviétique.

## Biographie
En 1924, elle est diplômée de l'Université d'Odessa et travaille à l'Observatoire gravimétrique Poltava (ru) à partir de sa création en 1926, comme observateur de calcul, chercheur principal, chef de service, puis directeur adjoint de la recherche, de 1951 jusqu'à sa mort. De 1929 à 1938, avec le personnel de l'observatoire, elle compile les cartes gravimétriques de l'Ukraine et fait le lien avec le réseau gravimétrique de l'Europe. De 1930 à 1941, elle effectue des études qui utilisent un système de mesure avec pendule horizontal Repsold-Levitsky. Au cours de la Seconde Guerre mondiale, elle est évacuée vers Irkoutsk et étudie les marées sur le lac Baïkal. Sous sa direction, l'Observatoire gravimétrique Poltava est l'une des principales institutions universitaires pour étudier la rotation de la Terre. Depuis 1953, l'observatoire calcule rapidement les coordonnées du pôle de la Terre. En 1951, elle est élue membre correspondant de l'Académie des sciences.

## Postérité
Le cratère vénusien Aksentyeva a été désigné en son honneur,.

## Référence
- Kolchinsky IG, Korsun, AA, Rodriguez MG, Astronomy Biografichesky répertoire. - Kiev: Naukova Dumka, 1977.